# Culture en Charente
Le département de la Charente est une terre de tradition culturelle et littéraire.

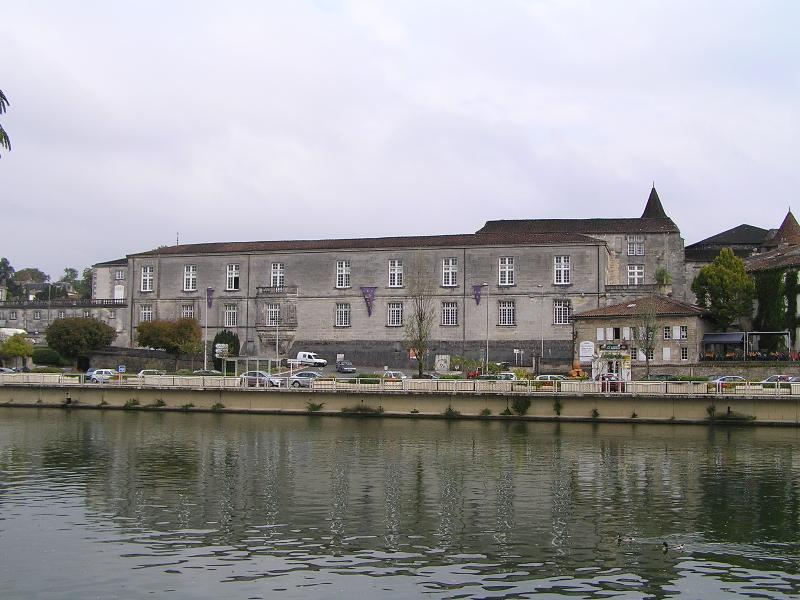
« Adieu, Coignac, le second paradis,
Chasteau assis sur fleuve de Charente,
Où tant de fois me suis trouvé jadis,
Mettant esbas et bonne chère en vente
Quand de tout ce me souviens et ramente
J'en ay le deuil qui passe tout plaisir. »
Octavien de Saint-Gelais

## Patrimoine archéologique

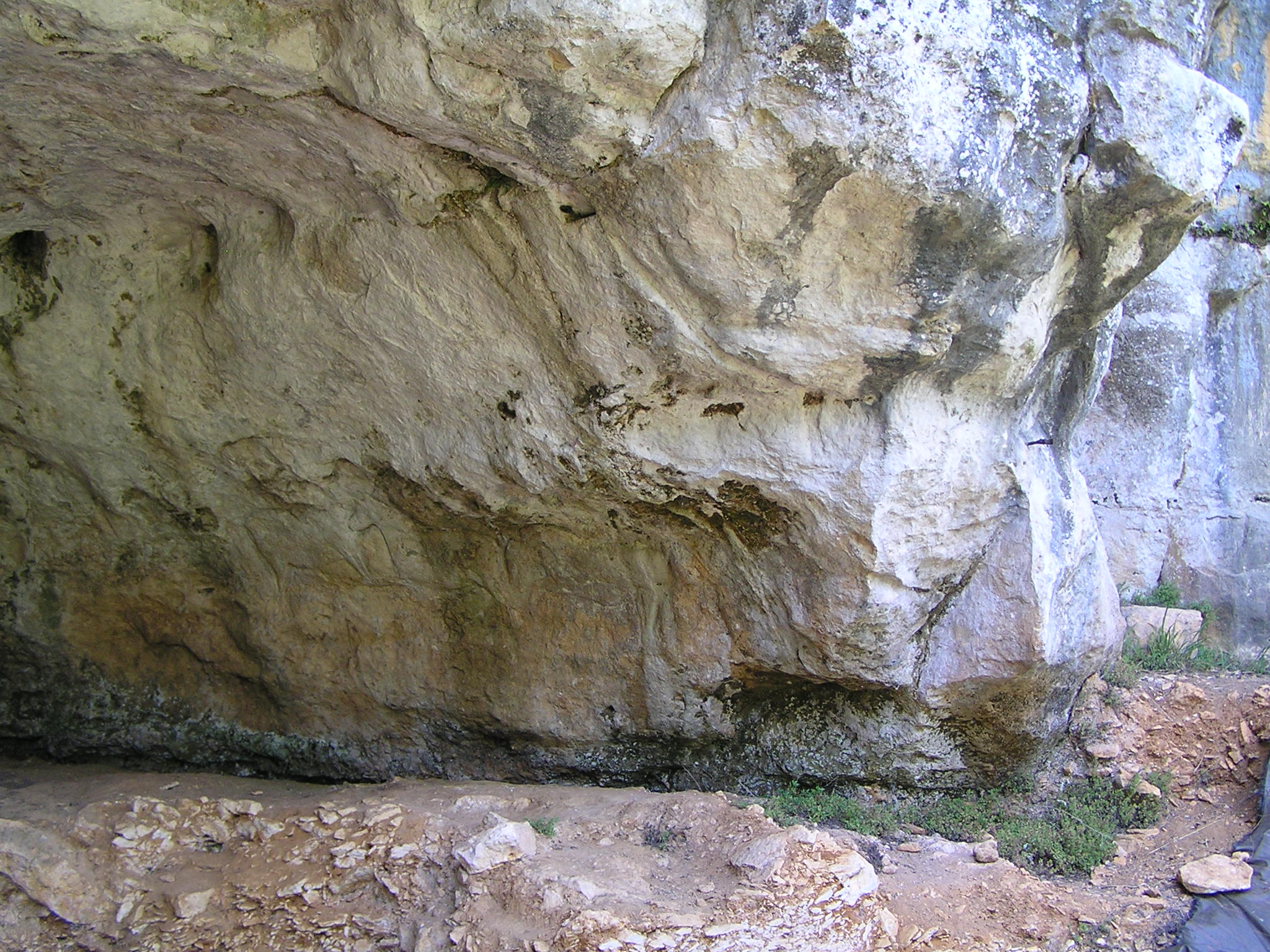
frise de chevaux de Mouthiers-sur-Boëme

Nous n'avons pas d'écho spécifique de la culture préhistorique autre que les divers dessins peintures et objets trouvés dans de nombreux sites en Charente : frises sculptées de chevaux, bisons et bouquetins, attribuées au Solutréen du site de Roc-de-Sers, frise de chevaux en ronde bosse attribuée au Magdalénien de l'abri sous roche de la Chaire à Calvin à Mouthiers-sur-Boëme, gravures de cervidés, chevaux, aurochs, os d'aigles gravés, lampe de grès rose, palmures de rennes gravées de la grotte du Placard à Vilhonneur, peintures de la grotte du Visage.
De l'âge du bronze nous viennent des armes et des bijoux et de l'âge du fer des trésors : la parure de la tombe des Planes à Saint-Yrieix (composée d'une torque, d'un bracelet, d'anneaux de cheville et d'une fibule) et le casque d'Agris (près de La Rochefoucauld), recouvert de plaques d'or et incrusté de corail, qui est au musée d'Angoulême.
De l'époque gallo-romaine sont arrivés jusqu'à nous les thermes de Chassenon qui sont exceptionnels, le théâtre des Bouchauds et le site de La Terne près de Luxé ainsi qu'une trentaine de villas rurales dont celle de Fouqueure et ses mosaïques de pavements, formant des tapis géométriques de mosaïques polychromes.
Les sculptures en pierre calcaire, qu'il s'agisse de chapiteaux corinthiens provenant des Bouchauds, de bas-reliefs des remparts gallo-romains d'Angoulême ou de statuettes, trouvent leur prolongement dans les sculptures romanes. De même, les lions de pierre des remparts d'Angoulême sont un sujet retrouvé jusqu'à nos jours en pierre comme en faïence.
Il y a bien une continuité dans l'art charentais.

## Le patrimoine bâti

### Architecture civile
Les hauteurs qui bordent la vallée de la Charente ont été depuis les temps les plus anciens construites d'un réseau défensif, mottes castrales puis châteaux-forts dont il ne reste souvent que le donjon carré, reconstruits ou remaniés durant la Renaissance ou plus tard (des logis ont été reconstruits au XIXe siècle sur des ruines féodales, Fontjoyeuse ou Bois-Roche par exemple). Ces châteaux ont été particulièrement nombreux à partir de Jarnac en allant vers l'aval où chaque commune a ou eut un château voire plusieurs (en ne prenant en compte que les bâtiments classés)

#### Moyen Âge

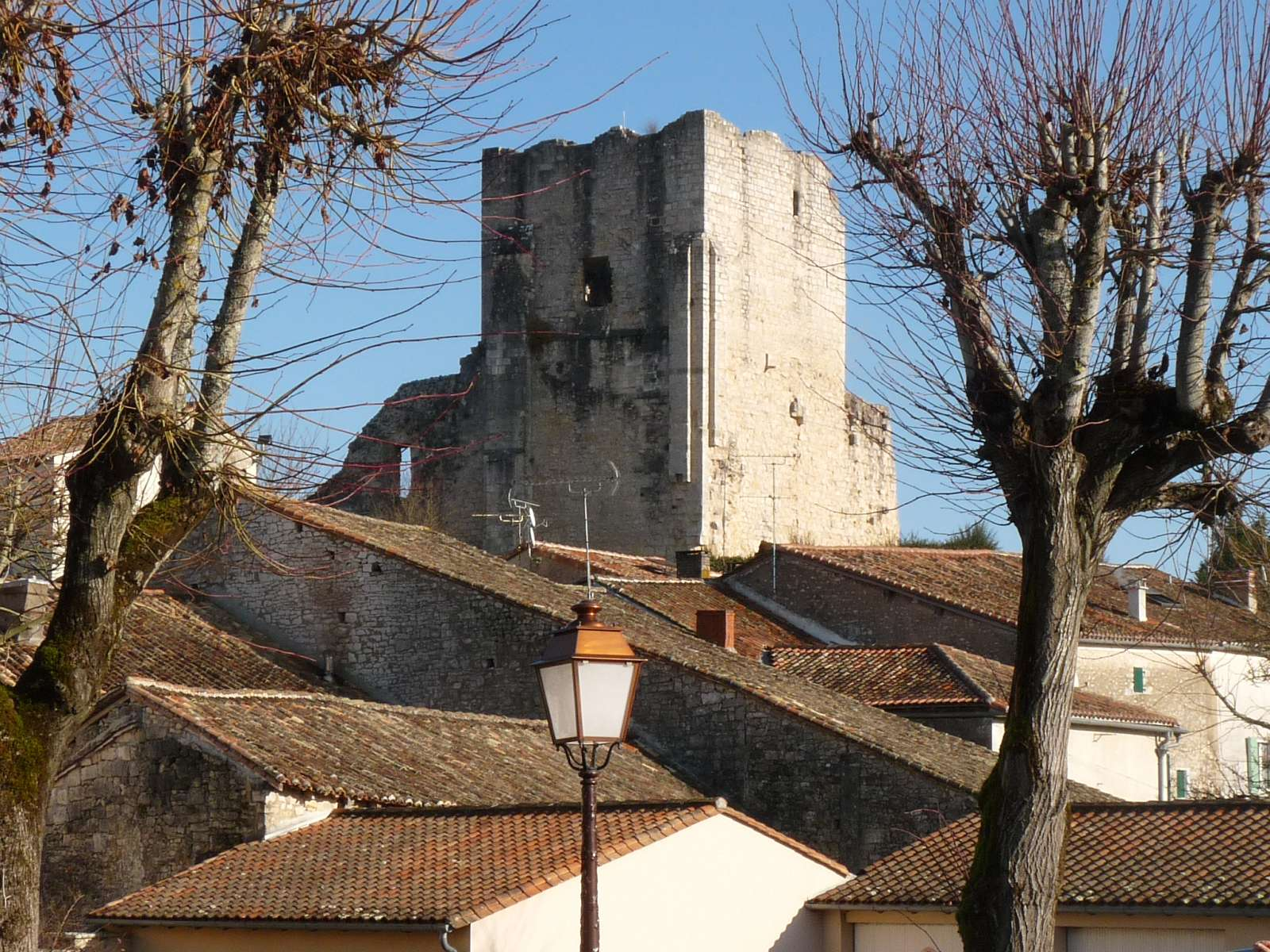
Vestiges du donjon de Marthon

Ce sont surtout des donjons défensifs :
- Donjon des Lusignan du Château d'Angoulême
- Donjon de Marthon
- Donjon de Montignac-Charente (bâti entre 1120 et 1140)

Mais aussi des châteaux dont les moins remaniés ensuite sont :
- Château de Barbezieux, à Barbezieux-Saint-Hilaire
- Château de Bayers
- Château de Bourg-Charente
- Château de Cognac aussi du XVe siècle avec longue façade Renaissance
- Château de Confolens
- Château de Verteuil
- Château de Rochebrune, à Étagnac
- Château de la Tranchade, à Garat
- Château de Gourville
- Château de Saveille

Les châteaux du XVe siècle annoncent la Renaissance
- Château de Chillac
- Château de Peyras à Roumazières-Loubert

#### Renaissance
- Château de Balzac, à Balzac

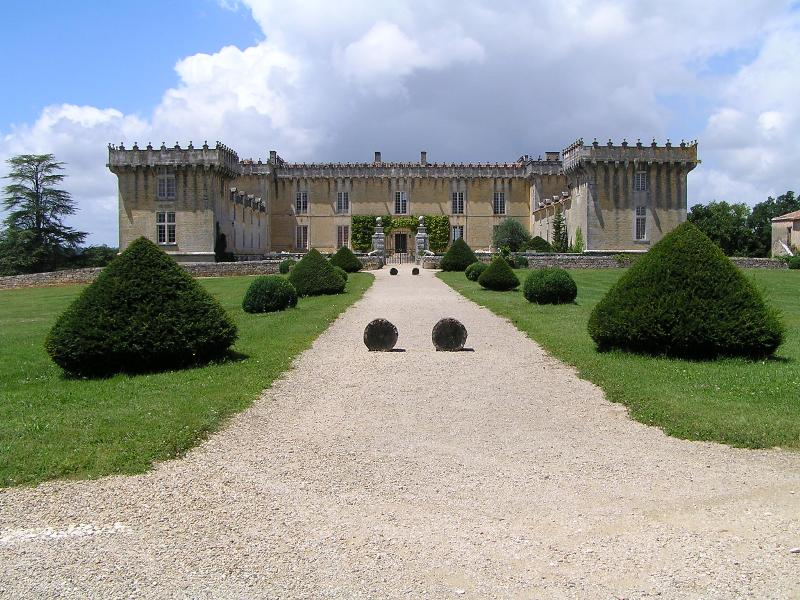
Château-Chesnel.

- Château Chesnel, à Cherves-Richemont
- Château de l'Oisellerie, à La Couronne
- Château de La Rochefoucauld
- Château de Saint-Brice et son labyrinthe de buis classé monument historique

#### XVIIeetXVIIIesiècles
- Logis de Boussac, à Cherves-Richemont
- Château de Beauregard à Juillac-le-Coq
- Château de Lignières, à Lignières-Sonneville

#### XIXesiècle
Il est marqué par des châteaux, des modifications de logis avec rehaussement des charpentes pour former de hautes toitures d'ardoises. Il est aussi marqué par la richesse du patrimoine rural avec les portails charentais sculptés, les fontaines et les tombes, toute une statuaire régionale spécifique.

### Architecture religieuse
Aux XIe et XIIe siècles chaque village va construire une église romane dont beaucoup sont parfaitement conservées. Les plus anciennes sont très sobres. La pierre calcaire se prête à la sculpture aussi bien les chapiteaux souvent par des feuillages, des feuilles d'acanthe, que les voussures souvent par de simples motifs géométriques. Les formes géométriques, les spirales, les animaux fantastiques de ces bas-reliefs reprennent un fond culturel local identique aux productions des siècles antérieurs.
Plusieurs églises ont des cryptes à chapiteaux sculptés, telle celle de Saint-Georges de Richemont.
- du XIe siècle

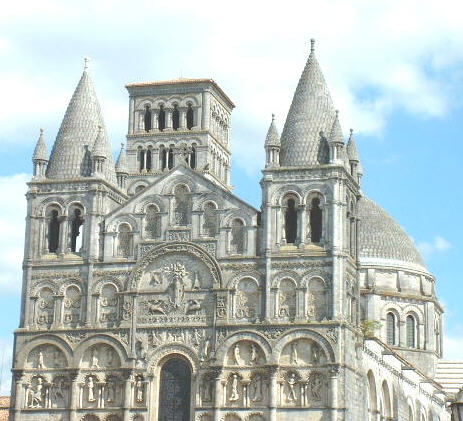
Façade de la cathédrale d'Angoulême. Le décor sculpté prend de l'importance au XIe siècle

  - Église de Lesterps et son clocher porche
  - la commanderie de Châteaubernard devenue église paroissiale
  - l'abbatiale de Cellefrouin, seule vestige de l'abbaye Saint-Pierre de Cellefrouin
- du XIIe siècle
  - Cathédrale Saint-Pierre d'Angoulême
  - Abbaye de Saint-Amant-de-Boixe
  - Abbaye Notre-Dame-de-l'Assomption de Châtre
  - église Saint-Pierre de Châteauneuf-sur-Charente
  - église Saint-Martin et Église Saint-Léger de Cognac
  - l'abbaye de la Frenade à Merpins et sa salle capitulaire du XVe siècle de style gothique
- la commanderie de Cressac et ses fresques

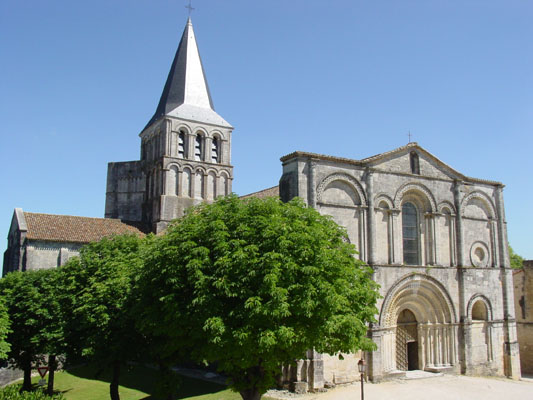
Abbatiale de Saint-Amant-de-Boixe
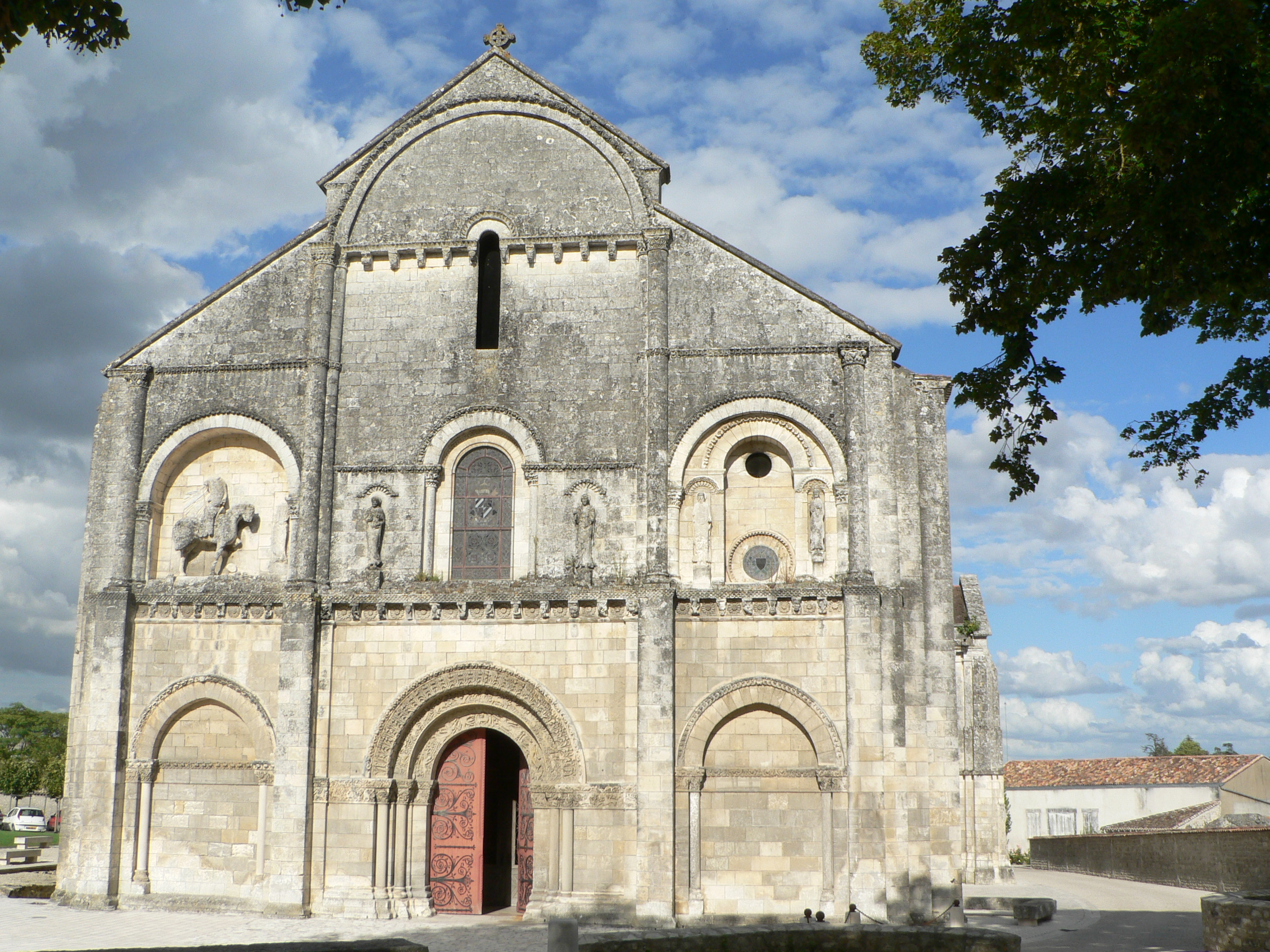
Église de châteauneuf-sur-Charente.
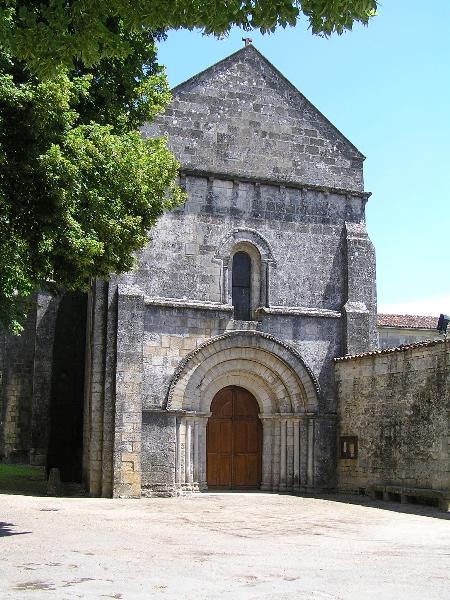
L'église Saint Vivien de Cherves-Richemont
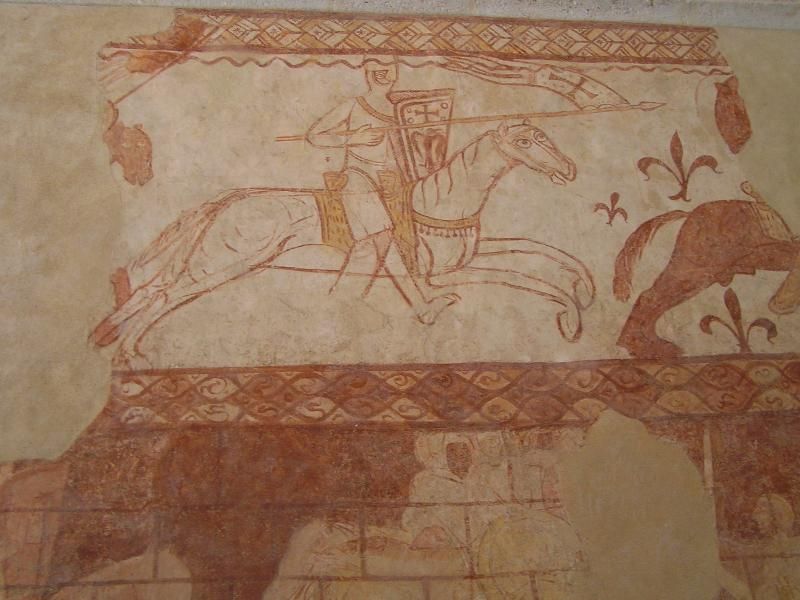
attaque des chevaliers, commanderie de Cressac

Les fresques de Cressac sont tout à fait exceptionnelles : ce sont les scènes de la victoire des croisés et de l'armée franque de Hugues le Brun de Lusignan et de Geoffroy Martel (frère de Guillaume Taillefert comte d'Angoulême) sur les Sarrasins menés par Nourreddine, dans la plaine de la Bocquée, en 1163.
L'église Saint-Romain de Chassors a conservé au niveau du chœur, une partie de ses fresques gothiques, du XVe siècle, et les églises Saint-Sigismond de Saint-Simon et Saint Martin de Graves-Saint-Amant comportent aussi des fresques.
Les véritables sculptures sont assez rares: cavalier à Châteauneuf-sur-Charente, frises de l'église Saint-Martin de Gensac-la-Pallue pour citer les plus connues.
La lanterne des morts de Cellefrouin est un exemple exceptionnel de l'architecture de cette époque. Les autres sont à Brigueuil, Pranzac et Angoulême (vestiges pour cette dernière).

## Une frontière linguistique

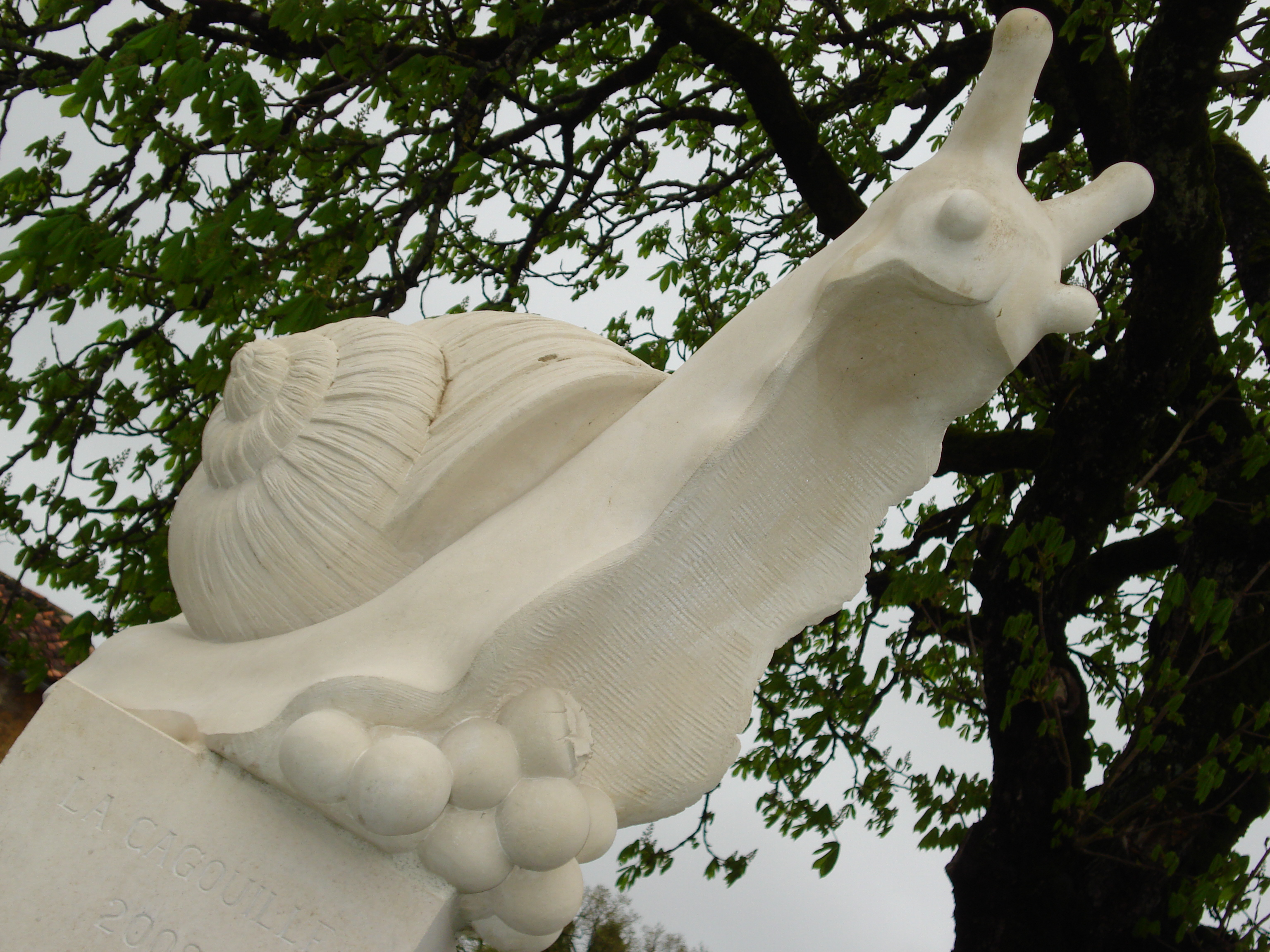
la cagouille de Villejésus

Le département de la Charente est traversé du nord au sud par la frontière linguistique oc/oïl (enquête de Tourtoulon et Bringuier, 1873, rééditée en 2004) : le saintongeais à l'ouest et au sud, et le poitevin  au nord-ouest) (les deux variétés du Poitevin-saintongeais) , et l'Occitan (dans sa variété le limousin) à l'est.

### Les langues d'oïl
Le poitevin-saintongeais dans ses deux variétés :
La zone d'oïl, domaine du poitevin-saintongeais, est elle-même partagée entre une grande zone linguistiquement saintongeaise et une petite zone linguistiquement poitevine, comme nous le confirment :
- Paul Dyvorne (écrivain saintongeais né à Cozes) qui écrit en 1935 : « Dans le Confolentais, c’est le patois limousin que parlent les paysans ; à l’est d’Angoulême, c’est celui du Périgord ; à Ruffec, celui du Poitou. Dans l’Angoumois du sud, vers Cognac et Barbezieux, l’idiome saintongeais est seul en faveur. »[4] ;
- la linguiste Brigitte Horiot en 1995, qui rattache implicitement le Ruffécois au domaine poitevin lorsqu’elle remarque que la description lexicale du domaine de l’ALO (Atlas Linguistique de l’Ouest : Poitou, Aunis, Saintonge, Angoumois) montre qu’« il est possible de retrouver une situation déjà observée au cours de l’étude phonétique : le département des Deux-Sèvres (mis à part le nord), le sud-est de la Vendée, le sud-ouest de la Vienne et le nord-ouest de la Charente [Ruffécois] ont tendance à former une aire originale dans l’ensemble de l’ALO[5]. »

Cette bi-partition de la zone d'oïl se retrouve d'ailleurs dans d'autres cadres que strictement linguistiques comme nous le dit Léo Ganachaud (d'Ambérac) : « La région de Ruffec a plutôt les coutumes poitevines que charentaises, et là, pas de bons repas sans qu’au dessert arrive le tourteau fromageou. »

#### Le saintongeais
Le saintongeais concerne la zone ouest et sud, bien plus étendue (qui comprend Chalais, Barbezieux-Saint-Hilaire, Angoulême, Jarnac, Cognac). Le patois charentais est une appellation à laquelle certains sont attachés, pour désigner le saintongeais.
Localement, certains mots sont passés totalement dans le langage courant : cagouille et since par exemple et les expressions Quétou qu'olé ? et  Abeurnoncieau ! (ab renoncio, extrait du rituel baptismal : « Je renonce à Satan, etc. ») sont connues de tous.
Auteurs d'expression saintongeaise de Charente les plus connus :
- Jean-Henri Burgaud des Marets (de Jarnac) : Molichou et Garçounière, 1853 (Réédition revue, corrigée et annotée par Camille Beaulieu, 1930) ; Parabole de l'enfant prodigue en dialecte saintongeais, 1853; Fables et contes en patois saintongeais (Réédition, avec glossaire, par Camille Beaulieu, 1930) ;
- Jean Condat - dit J. Chapelot - (de Vindelle), Contes Balzatois, 1877-1878 ;
- Jean Esmein (de Touvérac), La Vieille Charente, 1912 (qui contient des poésies en saintongeais d'une inspiration et d'une qualité de langue rares) ;
- Odette Comandon (née à Angoulême, et ayant habité à Jarnac de 1934 à 1974), Contes et récits de la Cagouille, 1946 ; Nouveaux contes de la Cagouille, 1948 ;
- Viviane Bonnin - Aurélie Jhamb’Delaine - (née à Angoulême), Fârnand raconte…, 1988.

Un petit dernier :
- Jean-Pierre-Coutanceau (né à Angoulême, vivant à L'isle d'Espagnac), Les Beunasses, les fumelles et les Cheuns, 2009.

Dans le département d'à côté (Charente-Maritime) se trouvent des productions d'expression saintongeaise dont le rayonnement atteint largement la Charente :  contes et chansons de Goulebenéze, et les derniers en date : les Binuchards et leur rock charentais (Olà buffé est connu de tous). Ces chansons et cette littérature sont caractérisées par leur côté satirique. Le Charentais se moque de lui-même et fait des compliments à l'envers (il a oublié d'être sot).

#### Le poitevin
Le poitevin   qui concerne la petite zone nord-ouest, (qui comprend la majeure partie du Ruffécois : cantons de Villefagnan, Ruffec, ouest de celui de Mansle, nord de celui d'Aigre; plus le petit secteur d'oïl de la bordure ouest du Confolentais : Le Bouchage, et Pleuville - en partie -). Le patois charentais est une appellation à laquelle certains sont attachés, pour désigner le poitevin de ce secteur.
Quelques auteurs d'expression poitevine de Charente :
- Jean Baptiste 1/2 (cité comme « Ruffécois » par Raymond Doussinet[7]), Une rigolade : conte en patois poitevin, 1897[8] ;
- Marius Gagnère (originaire de la Magdeleine dans le canton de Villefagnan-en-Ruffécois), Avant que le temps ne l’emporte… récits en patois poitevin, 1987[9] ;
- Jean-François Migaud (originaire de Pleuville, commune de la bordure d'oïl du Confolentais), dont les écrits sont présentés, dans le journal Le Subiet dans les années 1980, comme étant en "poitevin méridional"[10].

Auteurs utilisant le parler de la zone de transition entre saintongeais et poitevin du sud du Ruffécois :
- Pierre-Charles Cluzeaux (natif de Saint-Fraigne - canton d’Aigre - puis ayant résidé à Aigre : il mélange le parler des deux communes), Les Impressions de voyage de Jacques Pingot d'Aigre à Luxé, 1852 ;
- Moïse France (de Verdille-Aigre, extrême sud du canton d’Aigre), dont la langue de ses écrits parus dans Le Subiet dans les années 1960, dans lesquels coexistent formes saintongeaises et poitevines, sont, dans Le Subiet où ils paraissent, qualifiés de « parler saintongeais-poitevin de la région de Verdille-Aigre ». (La mention « saintongeais-poitevin » signifiant que l'on a affaire à un mélange de saintongeais et de poitevin)[11].

### L'occitan
L'occitan (dans sa variété le limousin) :
À l'est, la zone comprenant Aubeterre, Villebois-Lavalette, Montbron, La Rochefoucauld, Saint-Claud, Champagne-Mouton, zone de Confolens connue sous le nom de Charente limousine (Charanta Lemosina) appartient au domaine de l’occitan ou langue d'oc (sous la variété du nord-occitan et plus précisément du limousin). Elle se situe à la frontière nord-ouest de l'Occitanie. La Charente Limousine n'est que la partie nord-est de la zone où le limousin est parlé en Charente. Quelques mots d'occitan de cette partie de la Charente : Coma vai quò ? : Comment ça va ? et  Qu'es quò ? : Qu'est-ce que c'est ? (équivalent du « Qu'es aquò ? » en occitan du sud). Et une chanson traditionnelle connue en Charente Limousine : Lo Turlututú, L'autre mandin, me permenava tot lo long deu boisson, quand rencontrí una bargiera que gardava sos motons…
Un auteur d'expression occitane limousine de Charente :
- François Rempnoux (natif de Chabanais), Les Amours de Colin et Alyson, 1641 (réédition annotée par Christian Bonnet, 2001).

Un auteur utilisant le parler de la zone de transition entre occitan limousin et poitevin de Charente :
- Jean-Robert Charraud (de Benest), Nouvelles d'antan, 1987[12].

Rigaut de Barbezieux et Jordan Bonnel sont deux troubadours de la fin du XIIe siècle
- Jacques Faury, Le parler charentocien ou limousin de la Charente, glossaire de 160 pages avec contines (édit. CPE avril 2012)

## Croyances, religions et philosophie
La Charente était un terre gauloise, profondément imprégnée des croyances enseignées par les druides. Certaines fêtes se sont perpétuées comme le brin d'aillet du premier mai et l'offrande de gui au nouvel an. Le poète Mellin de Saint-Gelais en parle fort élégamment :
...Je vous envoie un brin de guy de chesne;

N'estes vous pas richement estrennée

Ceste façon d'en donner n'est pas née

De moy premier; les vieux druides sages...
Les cornuelles, galettes triangulaires symboles du sexe féminin et les pines fourrées de crème restent les gâteaux traditionnels qui fêtent le printemps et le retour de la fécondité.
Après s'être romanisée en acceptant les nouvelles divinités, la Charente s'est christianisée tardivement à partir de la fin du IVe siècle, avec des moines, des ermites et des saints locaux, saint Cybard, saint Amant, saint Claud, saint Groux, saint Fraigne qui ont donné leur nom à des villages. La foi est « édifiante », abbayes et églises vont être spécifiques de l'art statuaire régional avec de nombreux frontispices qui constituent une catéchèse iconographique. Et les chemins de Saint-Jacques-de-Compostelle vont apporter avec les pèlerins innovations et nouveautés culturelles.
La Charente a été une terre de Réforme dès le séjour de Calvin en 1533, ce qui a eu plusieurs conséquences, une augmentation de la population sachant lire (obligation pour les réformés) puis du fait de l'émigration la création de liens familiaux à travers le monde.
Le début du XXe siècle  verra une très forte implantation de la franc-maçonnerie.

## Vie culturelle: le livre et l'écrit

### La cour de Cognac
La cour de Cognac a existé sous Charles de Valois et Louise de Savoie puis leur fille Marguerite d'Angoulême qui a écrit des poèmes et des contes moraux. Octavien de Saint-Gelais poète faisait partie de cette cour dans sa jeunesse, ainsi qu'Élie Vinet, humaniste, traducteur et historien. En ont fait aussi partie Étienne Pasquier, juriste connu pour ses travaux historiques et Nicolas Pasquier son fils épistolier prolifique
.
Charles de Valois amateur de livres et qui nous a laissé Les Travaux et les jours Heures de Charles, comte d'Angoulême a encouragé très tôt des imprimeurs. L'atelier typographique d'Angoulême créé vers 1488, qui sort en 1491 des Auctores octo est aussi protégé ensuite par Octavien de Saint-Gelais devenu évêque d'Angoulême. Les récits de retour de voyage de deux prêtres cordeliers y ont été édités ce qui a fait progresser les connaissances en géographie de l'époque : Le voyage itinéraire de outre-mer (d'Angoulême au Caire) de Jean Thenaud et les écrits d'André Thévet qui fut ensuite nommé cosmographe et historiographe de roi.

### Lespoètes

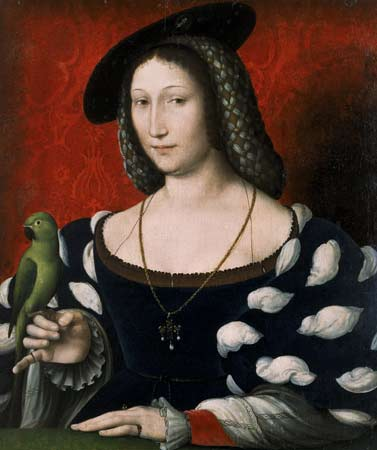
Marguerite d'Angoulême
Jean Clouet (vers 1530).
« Cette belle fleur de jeunesse,
Devient flestrie dans sa vieillesse,
Malgré le fard et l'embasmer,
Tout a passé hors Diey aymer. »

Octavien de Saint-Gelais a édité des poèmes, Marguerite d'Angoulême des chansons, des poèmes et des épitres, dits et histoires. Les écrits de  Mellin de Saint-Gelais sont aussi venus jusqu'à nous, tout comme les poésies du roi François Ier.
Un peu plus tard, à Angoulême, Paul-Thomas de Girac après ses père et grand-père et Gabriel de La Charlonye ont écrit des poèmes et Jean Bastier de la Péruse (né en 1529 à La Péruse) des poèmes mais aussi une des premières tragédies jouée en France, Médée.
Paul-Émile Albert (Cognac 1795-Cognac 1876), avocat, a publié des traductions et des poèmes : Essais poétiques, mais il est surtout connu pour avoir légué sa bibliothèque à la ville, 7000 ouvrages qui constituent un fonds inestimable[réf. nécessaire]. 
C'est à la même époque (1848) qu'Alfred de Vigny se retire au Maine-Giraud et que Paul Déroulède passe les vacances scolaires puis sa convalescence (à partir de 1874) à Gurat au manoir de Langely et qu'il écrit ses premiers Chants du soldat. 
Eutrope Lambert (Jarnac 1842-1910) est poète et un peu plus tard (en 1877), François Porché, poète, essayiste, homme de théâtre, naît à Cognac.
Martial Besson (1856-1945), instituteur-poète, auteur d'une anthologie ainsi que d'une  méthode d'enseignement en avance sur son temps. Il a correspondu avec de grands noms, dont Coppée, Verlaine, Mistral. Inhumé à Lésignac-Durand[réf. nécessaire].
Jean-Henri Burgaud des Marets, le linguiste et patoisant (Jarnac 1806 – Paris 1873) auteur de fables est le précurseur des écrivains patoisants Goulebenéze, le barde charentais, et Odette Comandon, auteur, actrice et conteuse.
Au XXe siècle, il faut signaler la revue La Tour de Feu (149 numéros de 1933 à 1981) fondée et animée par Pierre Boujut, le poète-tonnelier de Jarnac (1913-1992), auteur d'une Célébration de la barrique. La Tour de Feu, « revue internationaliste de création poétique », pacifiste et libertaire, a notamment publié des cahiers spéciaux consacrés à Lanza del Vasto, Henry Miller et Antonin Artaud. Elle a également accueilli les textes de nombreux poètes, en particulier ceux du Charentais Daniel Reynaud (Barbezieux 1936- Saint-Simon 2001). En 1982, naît La Nouvelle Tour de Feu, mais cette revue n'est plus charentaise et son directeur disparaît en septembre 2011. Par ailleurs, l'association Les Amis de Pierre Boujut et de la Tour de Feu, créée en 1996, a publié, au fil des années, douze rééditions des anciens numéros de la revue originelle, et cessé ses activités en 2011, depuis la mort de son dernier président, Michel Boujut.
Toujours au XXe siècle, à Cognac, Andrée Marik (Andrée Descamp) a fondé l'atelier poésie. Elle a publié des recueils de poésie, des livres culinaires dédiés aux spécialités charentaises et Charentes... j'écris ton nom, l'anthologie des poètes et des poèmes charentais.
Cette anthologie nous fait découvrir que de Rigaut de Barbezieux à Madeleine Chapsal, de Jean-Henri Burgaud des Marets à Pierre Boujut, la Charente a toujours eu, au long du temps, ses poètes, connus ou inconnus.

### Les historiens
Gabriel de La Charlonye a aussi écrit des études historiques et Nicolas Jacques Bernard de Javrezac  une Entière description de la ville de Cognac en 1625.

### les écrivains

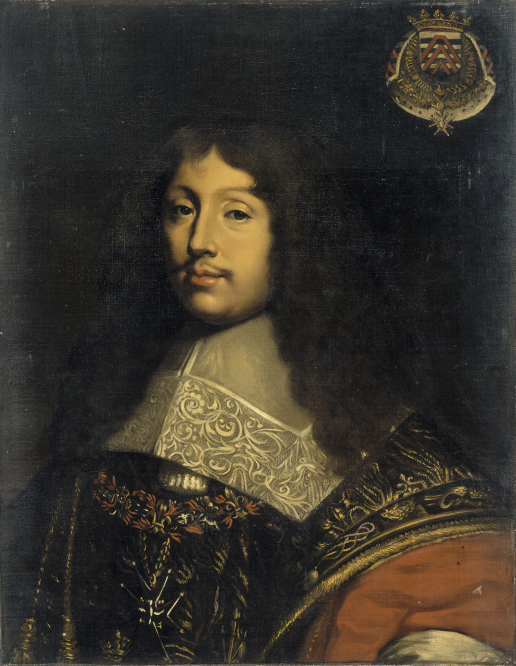
François de La Rochefoucauld.

- Jean-Louis Guez de Balzac (Angoulême 1597-1654) surnommé « le restaurateur de la langue française » qui a publié des lettres, des discours, des traités. Il est renommé pour la maîtrise et la clarté de sa langue.
- François de la Rochefoucauld (1613-1680) qui a écrit Les Maximes.
- Et Jean-Baptiste de La Quintinie pour son ouvrage d'Instructions
- Le marquis de Montalembert qui a écrit un essai, trois pièces de théâtre, un recueil de correspondance et trois traités sur la construction de fortifications.
- Albéric Second romancier et journaliste (Angoulême 1816 -1887)
- Jérôme Tharaud (Saint-Junien 1874-1953) et Jean Tharaud (Saint-Junien 1877-1953) qui obtiennent le prix Goncourt 1906 et sont reçus académiciens en 1940 pour Jérôme, 1946 pour Jean. Ils ont laissé des romans, des récits historiques, des biographies et de très belles descriptions de la Charente.
- Et au XXe siècle, le « groupe de Barbezieux » avec Henri Fauconnier (1879 Barbezieux -1973), prix Goncourt 1930 pour Malaisie, Geneviève Fauconnier (1886 Barbezieux-1969 Montlieu-la-Garde), prix Fémina 1933, Jacques Chardonne (Jacques Boutelleau) auteur en particulier des Destinées sentimentales, Maurice Delamain, Jacques Delamain, Germaine Boutelleau, sœur de Chardonne, épouse Delamain, qui a traduit les romans de Charles Langbridge Morgan. L'engagement de Chardonne qui a écrit des articles dans Je suis partout a fait disparaître ce cercle.
- Jean Duché, né en 1915 à Cognac, qui dans l'introduction du Bouclier d'Athena écrit : « On est Benèze… »[13].
- Yves Viollier bien que n'étant pas originaire de Charente, s'y est créé des attaches et a écrit deux romans situés dans la région de Châteauneuf-sur-Charente, Les Pêches de vigne et Le Chemin de Fontfroide.

### Les bibliothèques-médiathèques et les archives départementales

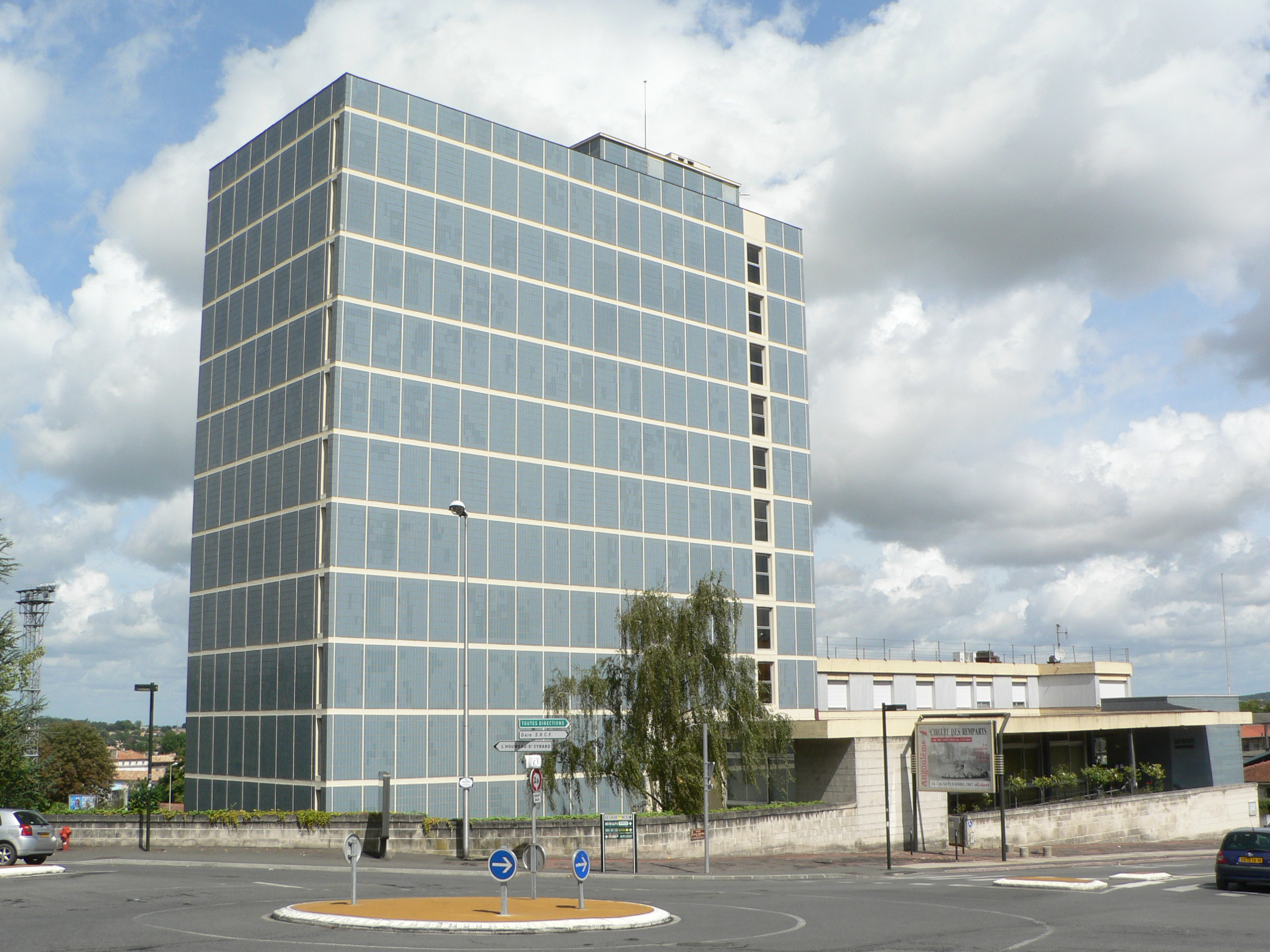
Le siège des archives départementales.

Le département est couvert par un réseau de petites bibliothèques tenues le plus souvent par des bénévoles, qui sont approvisionnées par le fonds du Service Départemental de la Lecture du Conseil général. Des bibliothèques-médiathèques se sont ouvertes dans les villes et même dans des localités de moins de 3600 habitants comme Châteaubernard ou Cherves-Richemont.
Les bibliothèques d'Angoulême et de Cognac possèdent, à la suite de donations, un fonds remarquable, de livres et documents des XVIIe et VIIIe siècles. Les archives départementales renferment des trésors, certains consultables, et au 2e étage de la bibliothèque de Cognac est installé un petit service d'archives.

## Musique, danse, théâtre
Les manifestations sont soit le fait de festivals comme le Festival de Confolens, Musiques Métisses ou Blues passion, soit des programmations régulières comme celles de West Rock, soit des salles qui ont un programme alternant musique danse et théâtre comme le27 à Rouillac, le théâtre de Cognac et de nombreuses autres salles. Il est difficile de décrire ce foisonnement d'initiatives.

### Musique
Le conservatoire de Cognac et l'école nationale de musique d'Angoulême ainsi qu'une multitude de cours à l'initiative des municipalités ou d'associations initient à tous types de musiques.
La musique classique est très représentée avec Musique en Valois et la musique plus ancienne est jouée pour Le chant des pierres.
West Rock programme régulièrement des groupes
Actuellement, les groupes musicaux locaux sont nombreux, Barick arythm (percussion), Kétoukolé (rock), The golden beloxes band (band), Don diégo (musique métissée)…
Les festivals donnent des plateaux à des musiques très variées et typées.
Enfin, des chanteurs connus sont programmés en salle ou lors des grands rassemblements (foires expositions par exemple).

### Théâtre
Le théâtre est représenté par le Théâtre d'Angoulême, l'Avant-scène à Cognac et de nombreuses initiatives locales comme le théâtre en action ou le théâtre des Borderies.

### Danse
De la danse classique à la danse africaine en passant par la danse traditionnelle charentaise les cours sont nombreux, et de tous types : associatifs, municipaux et autres.
Les spectacles sont soit des festivals comme celui de Confolens pour la danse folklorique, soit des programmations dans diverses salles, souvent de tournées régulières.

### Arts de la rue
Coup de chauffe à Cognac est un important festival des arts de la rue.

## Dessin, peintures, faïences

### Peintres

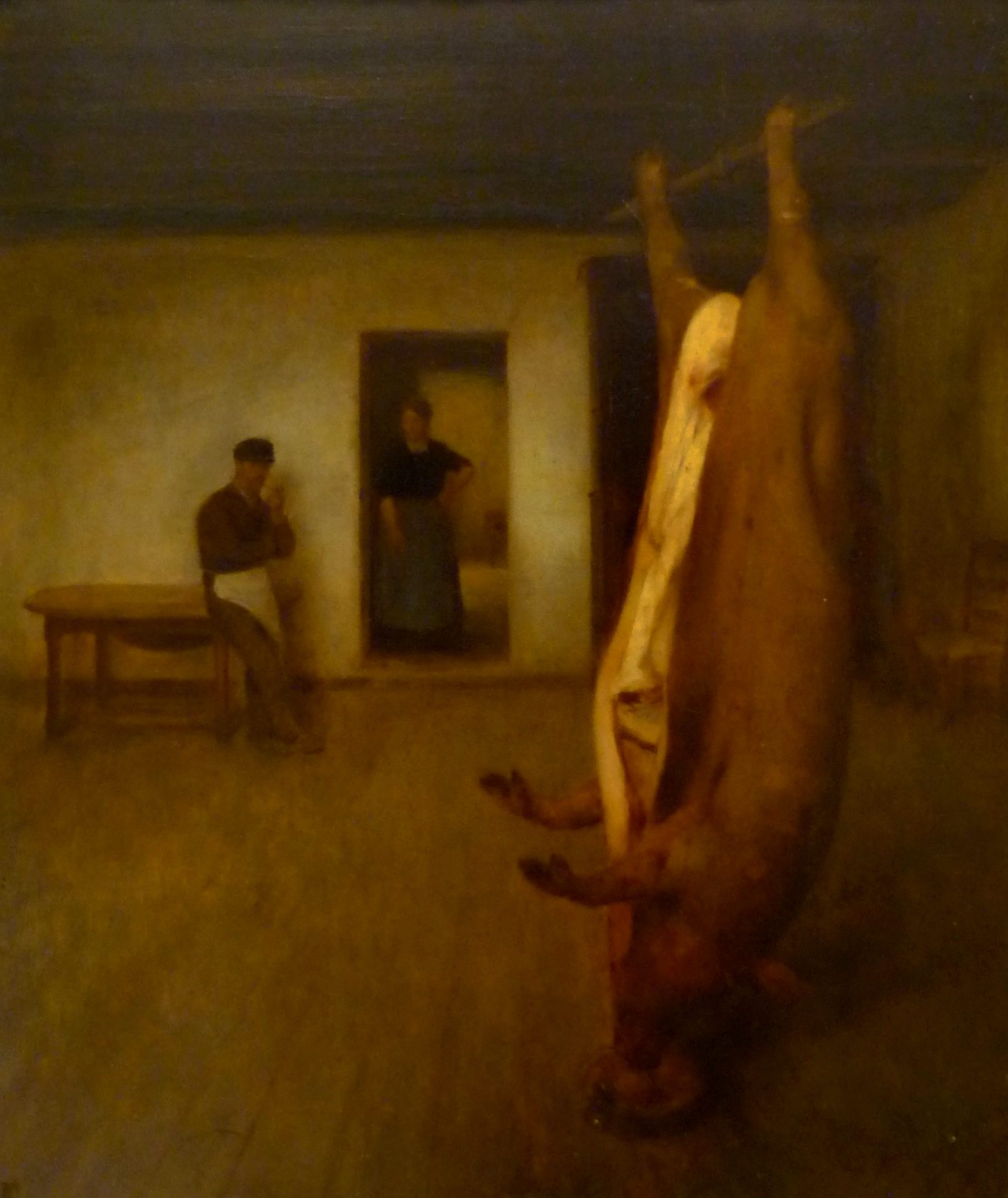
Léonard Jarraud : Le Cochon, musée d’Angoulême

De nombreux peintres sont nés ou ont vécu en Charente au XIXe siècle et sont exposés aux musées de Cognac et d'Angoulême. Mais leur notoriété n'a guère dépassé le département : Sydney Georges et Samuel Arbouin, paysagistes, Jules Jean Balmette, portraitiste, Léonard Jarraud et ses scènes paysannes, Henry Daras peintre symboliste, Pierre Albert Birot peintre et sculpteur et le sculpteur Raoul Verlet (qui a réalisé le monument de Carnot à Angoulême) sont les plus connus.
Au XXe siècle, les peintres charentais connus sont plus nombreux :
Lucie Valore (Lucie Veau), née à Angoulême en 1878, y a vécu quelque temps avec Maurice Utrillo juste après leur mariage. Elle a peint des portraits, des paysages et des natures mortes
Georges Valmier (Angoulême 10/04/1888-Paris 23/03/1937) est un cubiste d'une certaine notoriété.
En 1896, un groupe de peintres crée « Les Amis des Arts », le club de peinture cognaçais. Ce groupe s'est constitué autour de René Herisson (Cognac 24/05/1857-04/01/1940) poète et peintre animalier renommé. Le plus connu est l'aquarelliste Georges Maresté dit Géo (28/07/1875-04/10/1940). Un autre aquarelliste, Pierre Viaud né à Angoulême en 1934 a écrit en 1996 Cent ans de vie artistique à Cognac.
À la suite des « Amis des Arts », la Palette cognaçaise est créée en 1953 et relancée en 1978.
Sur Cognac, les expositions Poésies-Peintures débutées en 1970 prolongées sous d'autres formes mettent en lumière l'existence de nombreux peintres charentais tels Jacques Narceau et Jules Émile Vibert (1917-1995).

### Faïenciers
Des faïenceries ont existé à partir du XVIIIe siècle avec deux sortes de productions : de la vaisselle courante et de très belles pièces polychromes

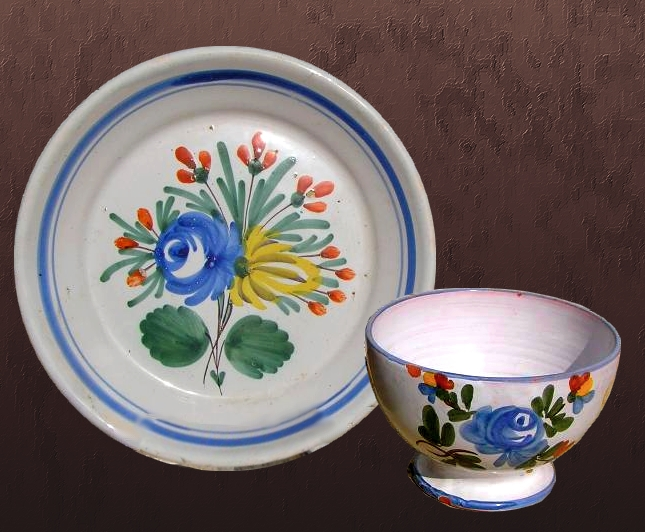
décor charentais traditionnel, assiette XIXe siècle et bol actuel.

Les premiers ateliers à Angoulême et à  Cognac produisent de la faïence blanche décorée, ce sont les "faïences à fleurs", puis des faïences patriotiques.
Les très belles pièces de faïence polychrome ont des pieds et anses travaillés, torsadés ou formés de reliefs de feuilles et de fruits.
Créées en 1881, les faïences d'art d'Angoulême Renoleau sont la production d'un créateur admirateur de Bernard Palissy et d'un chef d'entreprise dont les ateliers produisent tous types de produits, vaisselle art nouveau, grès, « genre Palissy. » Les lions en faïence sont à comparer avec les sculptures de lions depuis l'époque gallo-romaine. La production de la faïencerie artisanale Roullet-Renoleau a été maintenue jusqu'en 2017, année de la cessation de son activité. Il n'est pas rare de trouver dans les ventes aux enchères des pièces d'Alfred Renoleau, notamment de la vaisselle à décors traditionnels très prisée par les Charentais.

## Musées
Les musées sont à Angoulême :
- Musée des beaux-arts d'Angoulême
- le CNBDI, qui enregistre l'ensemble des bandes dessinées parues en France.
- Musée du papier
- Musée de la Résistance et de la Déportation
- Musée de la société archéologique et historique de la Charente

et à Cognac :
- Musée d'art et d'histoire
- Musée des arts du cognac

## Festivals et fêtes traditionnelles
- à Angoulême :
  - Festival international de la bande dessinée en janvier
  - Musique métisses fin mai
  - Ludoland
  - Gastronomades
  - Garden Nef Party Festival de Rock fin juillet
- Le festival de Confolens, festival de folklore en août
- à Cognac : Coup de chauffe 2007

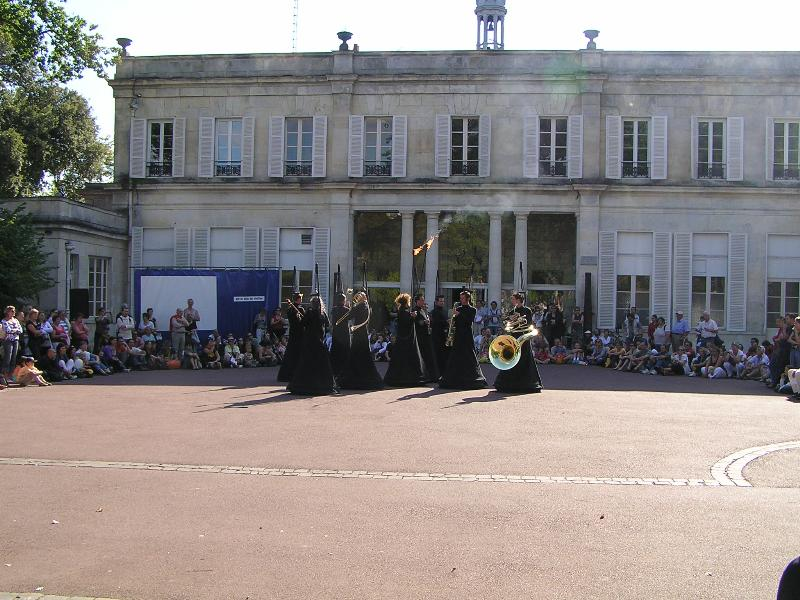
Coup de chauffe 2007

  - Festival Blues Passions de Cognac, le dernier week-end de juillet
  - Coup de chauffe, festival des arts de la rue le premier week-end de septembre
  - Festival du film policier de Cognac
  - Salon Polar & Co, salon littéraire du roman policier
  - Fête du cognac, mi-juillet, sur les quais, musique, repas organisé par les jeunes viticulteurs
  - Littératures européennes cognac, manifestation littéraire annuelle
  - Le Printemps des poètes, en mars
- Coupe d'Europe de montgolfières de Mainfonds
- Sarabandes des Bouchauds à Saint-Cybardeaux
- la Fête de la machine à vapeur, pour le 15 août à Saint-Fort-sur-le-Né[30].

## Arts plastiques
- sculpture à Julienne
- Art et passion du bois à Bréville

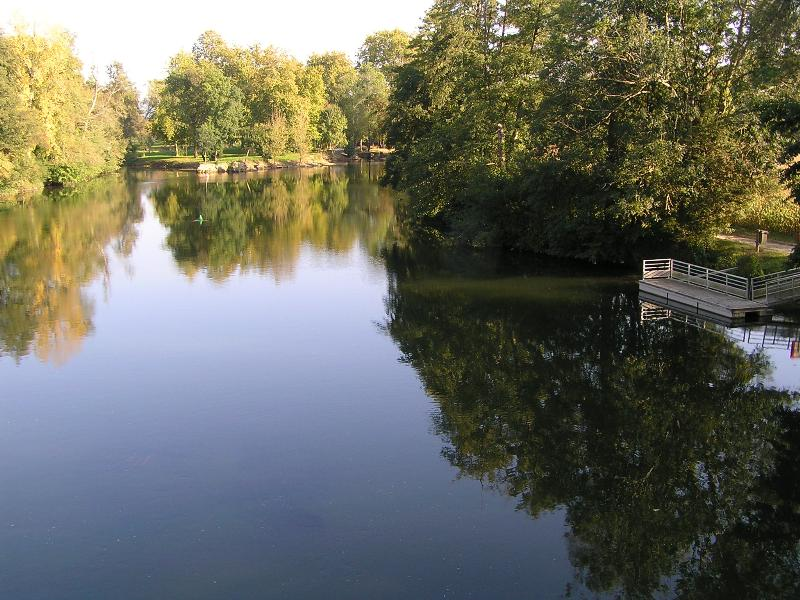
Charente ma douce, ma cajoleuse,
ma pastorale, ma berceuse
ma rivière aux longs cheveux défaits
qui s'étire comme une fille au soleil
sur les blés en tapis de haute lisse
sur l'infini jersey des vignes...
Andrée Marik

- Angoulême, est connue pour ses "Murs peints" en BD[31].